# Amitus croesus
Amitus croesus är en stekelart som beskrevs av Hulden 1986. Amitus croesus ingår i släktet Amitus och familjen gallmyggesteklar. Inga underarter finns listade i Catalogue of Life.